# Iset
Iset  var en kunglig bihustru under Egyptens artonde dynasti.   Hon var gift med farao Thutmosis II och mor till Thutmosis III.
Hennes bakgrund är okänd. Sedan hennes son bestigit tronen efter drottning-faraon Hatshepsut, gav han sin mor titeln drottning (Stor kunglig hustru), en titel hon aldrig hade under sin makes levnad. 